# 色男組
色男組（いろおとこぐみ）は、漫画『3年奇面組』『ハイスクール!奇面組』『フラッシュ!奇面組』に登場する架空の集団。

## 概要
初登場は読切『3年奇面組参上』。連載での登場は『3年奇面組』「色男組登場 魅力の対決!?の巻」。クラスは3組。揃って見た目を重視しており、校内で一番女子にモテる集団。その反面メンバー全員体力・学力共に酷く、本人達もそれを自覚しているが、見た目と女の子にモテる事こそ全てとして開き直っている。軽い性格であり自信過剰。当初、河川唯を狙うものの全く相手にされなかった（ちなみに唯が魅力を感じるのは奇面組）。基本的にスポーツもダメだが、メンバー揃ってスケートだけは得意（冬はそのほうがモテるため）。ファンによる親衛隊が存在する（後述）。アニメでの制服の色は赤。
『キャラレル・ワールド』の回におけるパラレルワールドの色男組はメンバー全員が女性になっている。
最初の受験では江々格高（ええかつこう、由来：「ええ格好」）を受けるものの、カンニングで留年。翌年の受験で奇面組同様、一先高校を受験。後に応生高校と合併を経た一応高校に進学する。

## メンバー
切出 翔（きれいで しょう）
声 - 難波圭一
昭和40年生まれ 身長：170cm 体重：50kg 血液型:B型
色男組リーダー。長髪（原作では黒、アニメでは青）。美男揃いのメンバーともども校内の女子生徒たちにモテている。性格は軽く、女子とのつきあいも八方美人だが憎まれない。唯に何度もアタックするが「自信過剰でしつこい人は嫌い」と冷たい態度を取られている。夏休みの宿題は夏休み中付き合った女の子に写させて貰っている。実家は美容室であり母親と姉が作中に登場している。
かつては自分の女顔にコンプレックスを持っていたが、それを長所にしようと開き直った結果、今のような性格になった。車の免許を持っているが、切出翔子（きれいで しょうこ）を名乗り、教官が女性に甘いことを利用して取得したため運転は下手。
スポーツ大会にも参加するが、女の子の気を引くために足が攣ったなど仮病を使う。
校内異種格闘技戦では親衛隊を味方につけて芸能界博士と対戦するが、それが敗因となる。
高校卒業後の進路は芸能界に入ったが、あまり売れていないらしい。
名の由来 「綺麗でしょう」。当初は「河出翔（かわいで しょう）」だったが、唯とかぶるために変更。
節戸 決（せっと きめる）
声 - 喜多川拓郎、田中亮一（56話）
身長175cm 体重55kg
サブリーダー。ヘアースタイルはリーゼントであり、それが乱れるのを嫌う。唯よりも千絵のほうが好み。メンバー中ではスケベで軽薄な反面、一番男らしい硬派な面もある。
名の由来 「セット決める」
頼金 鳥雄（たのきん とりお）
声 - 金丸淳一
身長：165cm 体重：45kg
愛称は「トリ坊」。ヘアースタイルは零と同じ（原作では黒、アニメでは茶髪）。顔立ちは唯と同じである。グループ内のマスコット的ポジションであるが、メンバーに中々話を聞いてもらえなかったり、五人騎馬戦の騎手にされたりと損な役回りを請負わされることがしばしばある。『3年』当時の読者投票では、翔を上回る票を得て「出しぬき賞」を受賞した（翔は「出しぬかれ賞」）。そのため、メンバーの1人にもかかわらずピンナップが掲載された。
名の由来 「たのきんトリオ」
姿 飾（すがた かざる）
声 - ?、速水奨（34話のみ）
身長：170cm 体重：50kg
ヘアースタイルはアフロ。翔と同じく唯が好み。理由は「つおいから」。女性にモテるために徹夜してメイクをしている。翔に対しツッコミをするのも彼の役割であることが多いが、物事を軽く見る軽薄さは翔と同等。メンバーの中では、鳥雄に次いで間抜けな役回りも多い。
名の由来 「姿飾る」
矛利 高志（ほこり たかし）
声 - 中原茂
身長：170cm 体重：50kg
ヘアースタイルは色男組唯一の短髪。愛称は「タッチ」。彼も唯より千絵のほうが好み。腕組の今條豊と似ていることを読者に指摘されたことがあるが、その際に作者は「彼のほうが顔が派手」とコメントしている。
5人の中では「夜這いにきました〜〜」「○○○見せて」など露骨な発言が多くかなり間抜け。しかし、本気になればナンパのテクニックはかなりの腕前でもある。
『フラッシュ!』ではわずかに髪型が変更されている。
名の由来 「誇り高し」

## 秘技
写実返り咲き
メンバー全員が劇画調になる。
女の子が好むポーズ
意味もなく取ったわざとらしいポーズ（翔）、影のある横顔を見せる（決）、意味深な手を翳す（飾）、背中のうなじの線を見せる（高志）、目線を空に向ける（鳥雄）を見せる。

## 親衛隊
色男組のファンによる親衛隊。スポーツ大会では他のチームに対し、物をぶつける、野次を飛ばすなどの苛烈で悪質な妨害行為を行う。しかし応援に疲れて寝たり、アイドル写真に釣られ我を忘れてリングに上がるなどの薄情な一面もある。
バスケ大会では奇面組への露骨な妨害と罵倒を行うも、これに激怒した唯と口論になり、翔は「100人の親衛隊よりあの子の声援が欲しかった」と呟いていた（ちなみに翔以外は全員、静観するしか無く、結局そのまま奇面組リードで試合終了した）。

## 番外編での色男組
「ちょっとSFシリーズ」ではチトタリン王国防衛基地「イチオウ・ベース」の部隊チーム・ナンバー3海軍部隊「イロオトコ」として登場。専用マシンは潜水艇「ヘアドラ3」。
「刑事編」では翔が容疑者の一人として、他のメンバーが警官として登場。
読切『3年奇面組場外編 ひまわり・ちゅーりっぷ』では翔、決、鳥雄がプロレス会場の観客として登場。

## 補足
- 奇面組に対抗する集団として、対照的な集団としてデザインされた。名前の由来は男組[3]。
- 作者曰く「色男組が出るとギャグがマニアっぽくなる」という[10]。

## 脚註
1. ↑  新沢基栄「（保存版）奇面組キャラクター名鑑＜男性編＞」『ハイスクール!奇面組 第10巻』集英社〈ジャンプ・コミックス〉、1985年6月15日、ISBN 4-08-851356-8、47頁。
2. ↑  Popeye増刊「対戦型奇面組キャラクターカード大図鑑」『帰ってきた ハイスクール!奇面組』マガジンハウス、2000年12月1日、雑誌27136-12/01、89頁。
3. 1 2  新沢基栄「ウラ話コーナー 各集団のおいたち№2　色男組」『3年奇面組 第2巻』集英社〈ジャンプ・コミックス〉、1984年12月15日、ISBN 4-08-851342-8、36頁。
4. 1 2 3 4  新沢基栄「校内バスケット大会その(4)　応援乱戦の巻」『3年奇面組 第2巻』140頁。
5. ↑  TEAM MUSCLE編「奇面組30の謎 Q17 各「組」のサブリーダーって誰?」『奇面組解体全書』集英社〈ジャンプコミックスセレクション〉、2002年4月24日、ISBN 4-8342-1683-7、53頁。
6. 1 2  新沢基栄「ウラ話コーナー ファンに指摘されたそっくりキャラ」『3年奇面組 第2巻』148頁。
7. ↑  新沢基栄「変態会議の巻」『3年奇面組 第5巻』集英社〈ジャンプコミックス〉、1982年10月15日、ISBN 4-08-851345-2、18-20頁。
8. ↑  新沢基栄「奇面キャラ･ピンナップ№2」『3年奇面組 第5巻』58頁。
9. ↑  新沢基栄「卒業記念アイドル･スナップ」『3年奇面組 第6巻』集英社〈ジャンプコミックス〉、1983年1月15日、ISBN 4-08-851346-0、208頁。
10. ↑  新沢基栄「レッツゴー修学旅行その(8)　水もしたたる色男組の巻」『3年奇面組 第3巻』集英社〈ジャンプ・コミックス〉、1982年7月15日、ISBN 978-4-08-851344-7、11頁。